# Nomenia
Nomenia is een geslacht van vlinders van de familie spanners (Geometridae), uit de onderfamilie Larentiinae.

## Soorten
- N. duodecimlineata Packard, 1874
- N. obsoleta Swett, 1916